# 貝雷什蒂-比斯特里察鄉
46°43′N 26°50′E / 46.717°N 26.833°E
貝雷什蒂-比斯特里察鄉（羅馬尼亞語：Comuna Berești-Bistrița, Bacău），是羅馬尼亞的鄉份，位於該國東北部，由巴克烏縣負責管轄，面積38平方公里，海拔高度247米，2007年人口2,072，人口密度每平方公里55人。